# Орден Соломона
Орден Соломона — найвища державна нагорода імператорської Ефіопії.

## Історія
Орден було започатковано 1874 року імператором Йоганнисом IV як орден Печатки Соломона, що часто називають орденом Корони Соломона. Спочатку орден було зарезервовано за членами імператорської родини, главами держав та особами, які надали неоціненні послуги трону. Орден також вручався принцам династії й іноземним принцам.
1922 року регент Ефіопії Тефері Меконнин (майбутній імператор Хайле Селассіє I) затвердив ланцюг ордена Печатки Соломона як найвищу нагороду держави. У подальшому саме за тією нагородою й закріпилась назва «орден Соломона». Вона набула оригінального вигляду та включав ланцюг й ідентичні один до одного знак і зірку.
Після ефіопської революції 1974 року орден Печатки Соломона було ліквідовано, втім він продовжував вручатись як династична нагорода спадкоємцями негуса.

## Ступені
- Ланцюг Соломона
- Велика стрічка (Великий хрест) Соломона,
- Генерал ордена Соломона
- Командор ордена Соломона
- Кавалер ордена Соломона

Однак нині орден має тільки один ступінь — Великий лицарський хрест.